# اتفاقية عدن 1989
اتفاقية عدن 1989 هي أتفاقية تمت في 30 نوفمبر 1989، في عدن بين الجمهورية العربية اليمنية وجمهورية اليمن الديمقراطية الشعبية لتوقيع أهم أتفاقيات الوحدة اليمنية لإقرار دستور الوحدة.

## نبذة
في 30 نوفمبر 1989 توصلت القمة اليمنية في مدينة عدن إلى اتفاق تاريخي على إقرار مشروع دستور دولة الوحدة وإحالته إلى مجلس الشعب والشورى للموافقة عليه ومن ثم إجراء الاستفتاء الشعبي. وقد نشطت لجان الوحدة وتكثّفت لقاءات القمة فيصنعاء ومكيراس وتعز وعدن .

## نص الإتفاقية
| اتفاقية عدن 1989 | بسم الله الرحمن الرحيم إيماناً من كلا جانبي شطري الوطن بالوحدة اليمنية وأهداف ثورتي الـ 26 من سبتمبر والـ 14 من أكتوبر الخالدتين ووفاء لنضال الشعب اليمني وتضحيات شهدائه في بناء يمن موحد مستقل وتلبية للإرادة اليمنية وحرصاً منهما بالدفع بالعمل الوحدوي بين شطري الوطن الواحد إلى مراحل متقدمة وانطلاقاً من تطلعات جماهير شعبنا اليمني في تحقيق الوحدة اليمنية أرضاً وإنساناً ووصولاً إلى تحقيق كامل استقرار وأمن وتطور ونماء الوطن اليمني خاصة بعد أن أسهمت منجزاتنا الوحدوية في إثراء المناخ الوحدوي بمزيد من الأبعاد الوطنية والأخوية بما أفرزته من ممارسات وحدوية على النطاق الشعبي والحكومي والمؤسسات والهيئات العامة الأمر الذي يجعل المواطن اليمني أكثر ترقباً للانتقال بقضيته الوطنية إلى وضع اللمسات الأخيرة لإعلان قيام دولة الوحدة وبناء على الاتفاقيات والبيانات الموقع عليها من قيادتي ومسؤولي الشطرين واستمراراً في تهيئة المناخ السلمي والديمقراطي اللازمين لإنجاز الخطوات الوحدوية وصولاً لدولة الوحدة وتأكيداً على الالتزام بسياسة الحوار والتفاهم بين الشطرين وحماية الأمن والاستقرار ومواصلة للاتصال واللقاءات الوحدوية بين الشطرين فقد تم خلال الزيارة التي قام بها الأخ العقيد/ علي عبد الله صالح رئيس الجمهورية القائد العام للقوات المسلحة الأمين العام للمؤتمر في احتفالات الشعب اليمني بمناسبة العيد الـ 22 لاستقلال جنوب الوطن اليمني في الفترة من 29 إلى 30 نوفمبر 1989م تم خلال ذلك المصادقة وإقرار مشروع الدستور الدائم لدولة الوحدة الذي أنجزته اللجنة الدستورية المشتركة بتاريخ 30 /12 / 1981 م الموافق لـ 4 ربيع الأول عام 1402 هـ من قبل قيادتي الشطرين ممثلة بالأخوين العقيد/ علي عبد الله صالح رئيس الجمهورية القائد العام للقوات المسلحة الأمين العام للمؤتمر الشعبي العام وعلي سالم البيض رئيس جمهورية اليمن الديمقراطية الشعبية الأمين العام للجنة المركزية للحزب الاشتراكي اليمني تنفيذاً لما ورد في اتفاقية الكويت وعلى أن تستكمل الإجراءات المتفق عليها في الاتفاقيات السابقة وعلى وجه الخصوص المواد الـ 9 والـ 10 والـ 12 والـ 13 من اتفاقية القاهرة وذلك من خلال اتخاذ الخطوات التالية: - أولاً: - (أ) إحالة مشروع الدستور إلى مجلسي الشورى والشعب في شطري الوطن وذلك للموافقة عليه طبقاً للأنظمة الدستورية لكل منهما خلال مدة زمنية أقصاها ستة أشهر. - (ب) يقوم رئيسا الشطرين بتفويض من السلطتين التشريعيتين بتنظيم عمليتي الاستفتاء على مشروع الدستور وانتخاب سلطة تشريعية موحدة للدولة الجديدة طبقاً للدستور الجديد. - (ج) تنفيذاً لذلك يشكل رئيسا الشطرين لجنة وزارية مشتركة تضم إلى عضويتها وزيري الداخلية في كلا الشطرين لكي تقوم بالإشراف على هذه الأعمال وذلك خلال ستة أشهر على الأكثر من تاريخ موافقة السلطة التشريعية في الشطرين على مشروع الدستور ويكون لهذه اللجنة كافة الصلاحيات اللازمة للقيام بمهمتها. - (د) يدعو رئيسا الشطرين جامعة الدول العربية لإيفاد ممثلين عنها للمشاركة في أعمال اللجنة. - ثانياً: - (أ) استكمال كافة الإجراءات لتنفيذ اتفاق رمضان/ مايو 1988م ومنها ما يتعلق بتنشيط أعمال المجلس اليمني الأعلى واللجنة الوزارية المشتركة واللجان الوحدوية القائمة بين الشطرين وتنفيذ نتائج الدورة الأولى لعام 1989 م للجنة الوزارية المشتركة التي انعقدت في صنعاء بتاريخ 21 - 23 /3 /1989م والإسراع في إنجاز أعمال اللجان الوحدوية المشتركة خلال مدة زمنية أقصاها شهران. - (ب) التأكيد على لجنة التنظيم السياسي الموحد في الإسراع في إنجاز مهمتها التي بدأتها في دورتها الأولى خلال فترة زمنية أقصاها شهران وذلك بما يكفل الإعداد لمستقبل العمل السياسي لدولة الوحدة في ضوء مشروع دستور دولة الوحدة وبما يسهم في تعزيز المسار الديمقراطي للعمل السياسي. - ثالثاً: تلتزم قيادتا الشطرين بتنفيذ ما ورد في هذا الاتفاق خلال الفترة الزمنية المحددة في المواد. - رابعاً: تم التوقيع على هذا الاتفاق في عدن، بتاريخ 30 نوفمبر 1989 م الموافق الأول من جمادى الأولى 1410 هـ. علي سالم البيض الأمين العام للجنة المركزية للحزب الاشتراكي اليمني العقيد/ علي عبد الله صالح رئيس الجمهورية القائد العام للقوات المسلحة الأمين العام للمؤتمر الشعبي العام | اتفاقية عدن 1989 |
| — المصدر :       | |                  |